# 盐泰锡常宜城际铁路
盐泰锡常宜城际铁路是中国一条建设中连接江苏省盐城市和江苏省宜兴市的高速铁路，全长约311.197公里，盐宜高铁盐城至靖江段、太湖西至宜兴段设计时速350公里，靖江至太湖西段设计时速250公里。盐泰锡常宜城际铁路是江苏省“四纵四横”路网骨架的重要组成部分，其中盐泰段是沟通苏中、苏北地区重要的铁路通道，也是沿海开发战略的现实要求和地方发展的需要，更是解决苏中苏北地区铁路网发展不完善的重要举措。
2024年12月27日，盐宜高铁开工建设，工期5.5年。

## 走向
盐泰锡常宜城际铁路北起既有徐盐客运专线盐城站，利用盐城站南咽喉预留线引出，沿盐通东侧布线，出盐城市区后跨越盐通高速铁路，折向西南进入兴化市，预留安丰西站，随后在兴化城东设兴化东站，随后向南，跨启扬高速、宁启铁路后在引江河东侧布线，接入泰州南站，与沪渝蓉高速铁路并站合场；随后折向东南，设泰兴东站，靖江东站，利用江阴第三过江通道跨越长江天堑，进入江南后折向西南，在江阴站与沪宁沿江高速铁路并站合场，随后折向南，在既有沪宁城际铁路惠山站南侧新建惠山站盐宜场，出惠山站后进入常州市设太湖西站，随后沿宜兴城西预留宜兴西站，跨长深高速、宁杭高速铁路后接入宜兴站。

## 过江方案
江阴第三过江通道原规划采用盐宜高铁江阴公铁长江大桥，工程是江苏省过江通道“十三五”建设规划项目之一。拟建设下层四线铁路、上层双向六至八车道公路的公铁两用跨江大桥。其中两线铁路为盐宜铁路，另外两线铁路为新长铁路，公路为市域高速公路。拟采用大跨度斜拉悬吊协作体系桥梁方案，其主要特点为：主跨大，主跨1780m，如修建将是世界上拟建最大跨度的高速铁路桥；荷载重，承担四线铁路、八线高速公路交通荷载；标准高，高速铁路线路设计时速250km/h。大桥主跨远超2020年建成的沪苏通铁路长江公铁大桥（主跨1092米钢桁梁斜拉桥）和连镇铁路五峰山长江公铁大桥（主跨1092米悬索桥）以及2022年底开工的甬舟铁路西堠门公铁两用跨海大桥（主跨1488m斜拉悬索协作体系桥，为世界最大跨度公铁大桥）。国铁集团方面认为大桥方案要求超高，实施还存在技术和安全风险，尚无成熟方案可以借鉴，还需较长时间的研究和论证。相比之下，采用技术更为成熟的隧道方案是解决盐宜高铁过江通道问题和尽快开工的最佳选项。

## 车站列表
| 盐泰锡常宜城际铁路 |          |            |               |          |                      |                                | |
| 所在地区           | 所在地区 | 车站名称   | 车站里程 (km) | 车站规模 | 轨道交通             | 链接铁路                       | 附注 |
| 盐城市             | 亭湖区   | 盐城站     | 0             | 5台12线  |                      | 新长铁路 徐宿淮盐铁路 盐通铁路 | 既有车站为高速、普速分场设置，高速场徐宿淮盐铁路与盐通铁路贯通，普速场为新长铁路；高速场北端预留连盐铁路（沿海高铁）外包徐宿淮盐铁路引入条件、高速场南端预留了盐泰锡常宜铁路外包盐通铁路引入条件。                                                |
| 盐城市             | 亭湖区   | 伍东线路所 | 5.3           | -        |                      |                                | 接轨盐城站新设反发线,避免中途折返的列车切割正线。 |
| 泰州市             | 兴化市   | 兴化东站   | 66.315        | 2台6线   |                      |                                | 设综合维修工区，技术预留淮兴泰铁路引入工程， 盐城端预留至淮安铁路条件。 |
| 泰州市             | 高港区   | 泰州南站   | 142.354       | 6台15线  |                      | 沪渝蓉高铁                     | 与沪渝蓉共站合场，本线4台9线 设存车场，与沪渝蓉合设综合维修车间，本线外包沪渝蓉高铁。为使沪渝蓉列车能进一站台，盐宜下行场东西各设置一条场间联络线。泰州南东侧设漕河线路所，接轨泰州南站反发线。泰州南西端因空间限制，设R-2400m曲线，限速200km/h。 |
| 泰州市             | 高港区   | 漕河线路所 | 149.341       | -        |                      |                                | 接轨泰州南站反发线 |
| 泰州市             | 泰兴市   | 泰兴东站   | 173.800       | 2台6线   |                      | 常泰铁路                       | 设综合维修工区 |
| 泰州市             | 靖江市   | 靖江东站   | 205.323       | 2台6线   |                      |                                | |
| 无锡市             | 江阴市   | 江阴站     | 225.318       | 4台10线  | 无锡地铁S1线         | 新长铁路 沪宁沿江高速铁路      | 与苏南沿江铁路共站合场，本线2台4线高架站，咽喉区为路基 |
| 无锡市             | 惠山区   | 惠山站     | 252.563       | 4台10线  |                      | 沪宁城际铁路 苏锡常城际铁路    | 与沪宁城际共站分场，本线2台6线设综合维修车间，预留存车场 |
| 无锡市             | 惠山区   | 太湖西站   | 270.317       | 2台4线   |                      |                                | |
| 常州市             | 武进区   | 前黄       | 281.666       | 2台4线   |                      |                                | 设综合维修工区 |
| 常州市             | 武进区   | 寨桥线路所 | 288.788       | -        |                      | 常泰铁路                       | 定闭，预留常泰铁路接轨条件 |
| 无锡市             | 宜兴市   | 宜兴西     | 307.265       | 2台4线   |                      |                                | 预留线下工程与站房等工程，远期开站 |
| 无锡市             | 宜兴市   | 梅园线路所 | 319.429       | -        |                      |                                | 接轨宜兴联络线 |
| 无锡市             | 宜兴市   | 宜兴站     | 322.961       | 6台14线  | 无锡地铁S2号线建设中 | 宁杭高速铁路                   | 与既有宁杭高铁共站分场，本线2台6线 |

## 影响
- 盐泰锡常宜城际铁路由北至南跨越苏北、苏中、苏南三大区域，是沟通长江南北和苏浙两省的重要通道，为加快苏北、苏中快速崛起提供重要支撑。
- 成为中国沿海高铁通道的重要支线，与盐城经南通到上海的规划高铁互为替代，有效引导山东半岛的客流至苏南地区。

## 历史
在《江苏省轨道交通“十二五”及中长期发展规划》和《江苏铁路“十二五”建设发展规划》两个此前的规划中，盐泰锡宜城际铁路被列为江苏省“四纵四横”铁路规划中轴通道的重要组成部分，其中泰锡宜段为近期建设区段，盐泰段作为远期建设区段。
2021年9月7日，盐宜铁路环境影响评价第一次公示。10月27日，盐城经泰州无锡常州至宜兴铁路先行工程环境影响评价第二次公示。先行工程包括盐城段、泰州段及宜兴段先行工程，预计2022年下半年全线开工，先行工程2023年5月竣工。12月31日，江苏省发改委批复了盐泰锡常宜铁路江阴站至惠山站段可行性研究报告。该段全长约33公里，投资估算109.26亿元，建设工期6年。
2022年8月26日，盐泰锡常宜铁路泰州南站与沪渝蓉高铁同步实施工程可行性研究报告获江苏省发展改革委批复。9月14日，盐泰锡常宜铁路（不含过江段）环境影响评价第二次公示。11月22日，江苏省生态环境厅批复盐泰锡常宜铁路（不含过江段）环境影响报告书。